# Touggourt
Touggourt (în arabă توقرت) este o comună din provincia Provincia Ouargla, Algeria.
Populația comunei este de 39.409 locuitori (2008).